# Mohamed Magdi Asal
Mohamed Magdi Asal es un deportista egipcio que compitió en taekwondo. Ganó una medalla de oro en el Campeonato Africano de Taekwondo de 2014, en la categoría de –63 kg.

## Palmarés internacional
| Campeonato Africano | Campeonato Africano | Campeonato Africano | Campeonato Africano |
| Año                 | Lugar               | Medalla             | Categoría           |
| ------------------- | ------------------- | ------------------- | ------------------- |
| 2014                | Túnez (Túnez)       | Medalla de oro      | –63 kg              |